# Testeboån-nedre
Testeboån-nedre este o arie protejată (arie specială de conservare — SAC, sit de importanță comunitară — SCI) din Suedia întinsă pe o suprafață de 99,7 ha, integral pe uscat.

## Localizare
Centrul sitului Testeboån-nedre este situat la coordonatele 60°43′44″N 17°07′10″E / 60.7289°N 17.1194°E.

## Înființare
Situl Testeboån-nedre a fost declarat sit de importanță comunitară în ianuarie 2002 pentru a proteja 4 specii de animale. Situl a fost protejat și ca arie specială de conservare în martie 2011.

## Biodiversitate
Situată în ecoregiunile boreală și marină baltică, aria protejată conține 5 habitate naturale: Cursuri de apă de la nivel de câmpie la nivel montan, cu vegetație Ranunculion fluitantis și Callitricho-Batrachion, Râuri naturale fino-scandinave, Păduri aluvionare cu Alnus glutinosa și Fraxinus excelsior (Alno-Padion, Alnion incanae, Salicion albae), Păduri caducifoliate de mlaștină fino-scandinave, Pajiști aluvionare boreale nordice.
La baza desemnării sitului se află mai multe specii protejate:
- mamifere (1): vidră de râu (Lutra lutra)
- nevertebrate (1): Margaritifera margaritifera
- pești (2): zglăvoacă (Cottus gobio), somonul (Salmo salar)